# Bafra

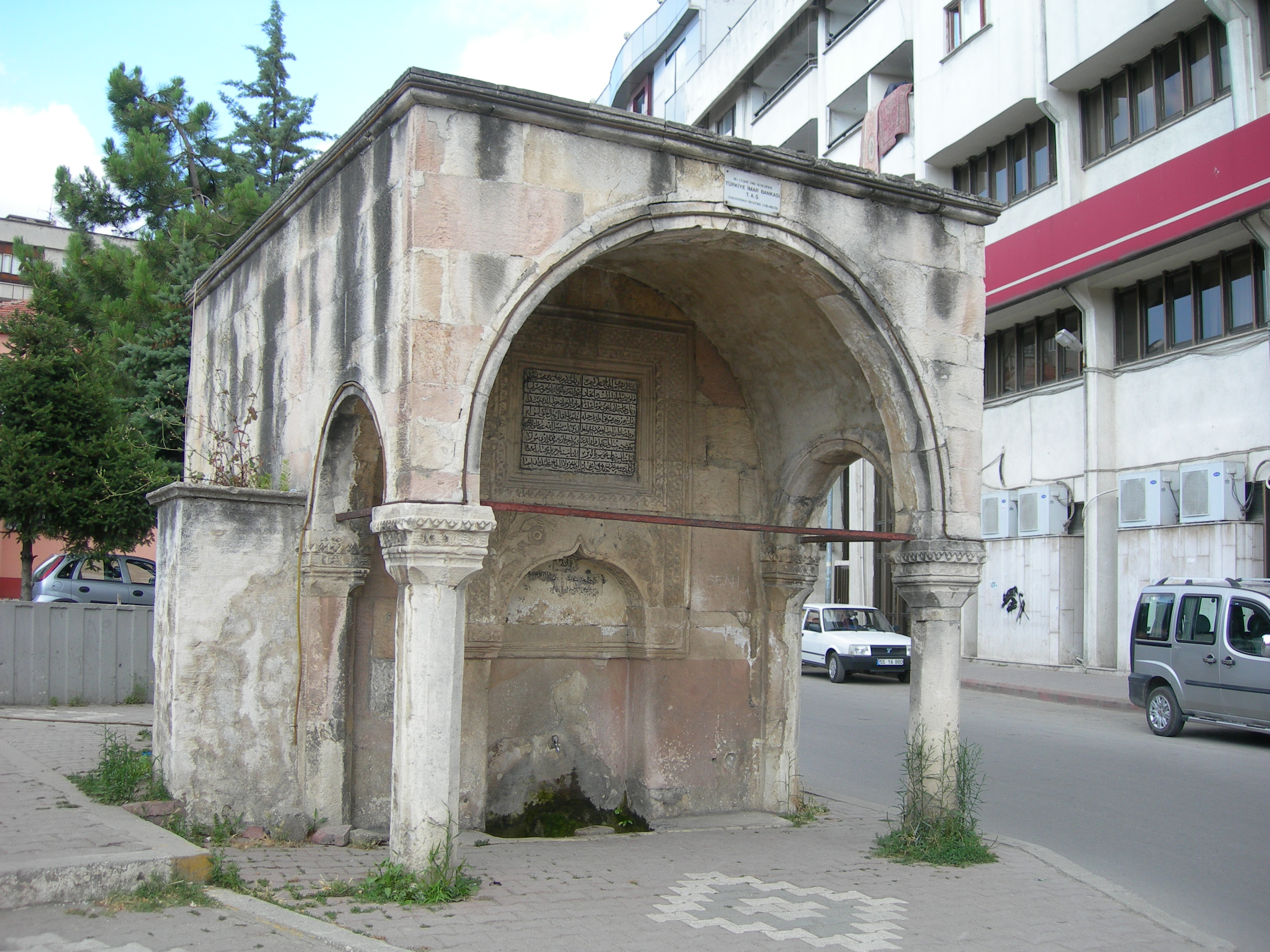
Fontanna Ali Bey w mieście Bafra

Bafra – miasto w Turcji w prowincji Samsun.
Według danych na rok 2000 miasto zamieszkiwało 83 733 osób.